# قلعه‌های ژاپنی در کره
قلعه‌های ژاپنی در کره، واجو (ژاپنی: 倭城) به قلعه ژاپنی ساخته شده در امتداد سواحل جنوبی در طی تهاجم ژاپن به کره (۱۵۹۸–۱۵۹۲) توسط سپاه ژاپن گفته می‌شود. قلعه‌های ژاپنی در کره را می‌توان به دو دسته طبقه‌بندی کرد: قلعه‌هایی که برای تأمین خطوط تأمین نیروهای ژاپنی در سرتاسر کره ساخته شده‌اند و قلعه‌هایی که عمدتاً در امتداد ساحل جنوبی کره ساخته شده‌اند تا به عنوان پایگاه‌های قدرت حاکم عمل کنند. اولین دسته از این نوع قلعه‌ها بین بوسان و سئول در فواصل تقریبی مساوی مسافتی که ارتش می‌تواند در یک روز راهپیمایی کند ساخته شد. شبکه قلعه بعداً به سمت شمال به شهرستان اوایجو (در کره شمالی کنونی) گسترش یافت.